# Krajnje zemljopisne točke Azerbajdžana
Krajnje zemljopisne točke Azerbajdžana  odnose se na krajnje točke prostiranja države Azerbajdžan na sjeveru, istoku, zapadu i jugu:

## Duljina i širina

### Azerbajdžan
- Najsjevernija točka: Hačmaski rajon (41°54′N 46°25′E / 41.900°N 46.417°E)
- Najjužnija točka: u blizini Tangova, Astara (38°24′N 48°39′E / 38.400°N 48.650°E)
- Najzapadnija:
  - u blizini Inkindži Šihljija, Kazah (41°18′N 45°0′E / 41.300°N 45.000°E)
  - Eksklava Juhari Askipara 41°04′N 45°01′E / 41.067°N 45.017°E)
- Najistočnija: Žiloj, Baku (40°18′N 50°33′E / 40.300°N 50.550°E)

### Nahičevanska Autonomna Republika
- Najsjevernija točka:
  - u blizini Gjunnjuta, Šarur (39°46′N 45°4′E / 39.767°N 45.067°E)
  - Enklava Kjarki (39°48′N 44°58′E / 39.800°N 44.967°E)
- Najjužnija točka: Ordubad (38°51′N 46°9′E / 38.850°N 46.150°E)
- Najzapadnija točka: Sadarački rajon (39°42′N 44°46′E / 39.700°N 44.767°E)
- Najistočnija: Ordubad (38°51′N 46°9′E / 38.850°N 46.150°E)

### Visina
- Najviša točka: Bazardüzü, 4466 (41°13′14″N 47°51′28″E / 41.22056°N 47.85778°E)
- Najniža točka: Kaspijsko jezero, -28 m